# New Zealand's Next Top Model (mùa 2)
New Zealand's Next Top Model, Mùa 2 là mùa thứ hai của New Zealand's Next Top Model. Chương trình bắt đầu phát sóng vào ngày 6 tháng 8 năm 2010. 14 thí sinh cạnh tranh với nhau để có khời đầu cho ngành người mẫu của mình. Tiêu đề của mùa này là "All That Glitters Is Gold".
Điểm đến quốc tế của mùa này là Phuket dành cho top 6.
Người chiến thắng của mùa này là Danielle Hayes, 19 tuổi từ Kawerau. Cô giành được:
- Một hợp đồng người mẫu với 62 Models
- Xuất hiện trên 6 trang biên tập cho tạp chí Cleo
- Một hợp đồng với mỹ phẩm CoverGirl trong 1 năm
- Một chiếc xe Ford Fiesta
- Một chuyến đi tới Sydney để gặp Ursula Hufnagl của Chic Model Management
- Một chuyến đi tới Los Angeles để gặp Alexis Borges của Next Model Management

## Các thí sinh
(Tuổi tính từ ngày dự thi)
| Thí sinh             | Tuổi | Chiều cao              | Quê quán     | Bị loại ở | Hạng |
| -------------------- | ---- | ---------------------- | ------------ | --------- | ---- |
| Estelle Curd         | 19   | 1,80 m (5 ft 11 in)    | Wellington   | Tập 2     | 14   |
| Jamie Himiona        | 18   | 1,74 m (5 ft 8+1⁄2 in) | Rotorua      | Tập 3     | 13   |
| Aafreen Vaz          | 20   | 1,80 m (5 ft 11 in)    | Dunedin      | Tập 4     | 12   |
| Amelia Gough         | 22   | 1,73 m (5 ft 8 in)     | Rotorua      | Tập 5     | 11   |
| Eva Duncan           | 16   | 1,75 m (5 ft 9 in)     | Dunedin      | Tập 6     | 10–9 |
| Lauren Bangs         | 16   | 1,76 m (5 ft 9+1⁄2 in) | Tauranga     | Tập 6     | 10–9 |
| Holly Potton         | 20   | 1,73 m (5 ft 8 in)     | Auckland     | Tập 7     | 8    |
| Nellie Jenkins       | 17   | 1,78 m (5 ft 10 in)    | Dunedin      | Tập 8     | 7    |
| Lara Kingsbeer       | 16   | 1,73 m (5 ft 8 in)     | Hamilton     | Tập 10    | 6    |
| Dakota Biddle        | 18   | 1,75 m (5 ft 9 in)     | Christchurch | Tập 11    | 5    |
| Courtenay Scott-Hill | 17   | 1,74 m (5 ft 8+1⁄2 in) | Wellington   | Tập 12    | 4    |
| Elza Jenkins         | 17   | 1,80 m (5 ft 11 in)    | Dunedin      | Tập 13    | 3    |
| Michaela Steenkamp   | 16   | 1,74 m (5 ft 8+1⁄2 in) | Christchurch | Tập 13    | 2    |
| Danielle Hayes       | 19   | 1,76 m (5 ft 9+1⁄2 in) | Kawerau      | Tập 13    | 1    |

- Elza & Nellie là chị em sinh đôi nhưng họ vẫn được đánh giá riêng.

## Các tập

### Tập 1: All That Glitters Is Gold
Khởi chiếu: 6 tháng 8 năm 2010
Từ 1000 cô gái đăng kí dự thi, 33 thí sinh bán kết được đưa tới Wellington để bắt đầu cuộc thi. Sau đó, họ được gặp Colin và nhà thiết kế Alexandra Owen tại vịnh Oriental cho thử thách catwalk trên bục cầu của vịnh. Ngày hôm sau, họ đã có một buổi sáng vui chơi tại Nơi tổ chức sự kiện Boomrock, trước khi được gặp Sara lần đầu tiên. Sau đó, họ được đi tham quan thành phố Wellington, trước khi từng người một đã có một buổi phỏng vấn với ban giám khảo.
Ngày tiếp theo, họ được đưa tới Đại học Massey và gặp Chris, Colin cùng với 21 con manơcanh với tên của 21 cô gái được an toàn. Sau đó, 21 cô gái còn lại đã có buổi chụp hình đầu tiên hóa thân thành những minh tinh Hollywood cổ điển. Vào buổi đánh giá đầu tiên ngày hôm sau, 13 cô gái đã được chọn và sẽ bước vào cuộc thi nhưng sau đó, Sara quyết định sẽ chọn thêm 1 cô gái và Holly trở thành thí sinh thứ 14 của cuộc thi.
- Nhiếp ảnh gia: Russ Flatt
- Khách mời đặc biệt: Alexandra Owen, Taane Mete

### Tập 2: The Girls Move To The Top Model House
Khởi chiếu: 13 tháng 8 năm 2010
14 cô gái đã được di chuyển tới ngôi nhà chung của mình tại Auckland. Ngày hôm sau, họ được đưa tới cửa hàng thời trang Glasson và gặp Colin, người mẫu Anna Fitzpatrick & trưởng phòng sản xuất của Glasson Anna Ford cho thử thách phối đồ trong 10 phút, khi họ sẽ phải tự bắt cặp với nhau và một người sẽ phải phối đồ lên người kia. Kết quả là Elza chiến thắng thử thách và sẽ được giữ lại trang phục cô đã phối trên Courtenay.
Ngày tiếp theo, các cô gái được nhận một túi quần áo từ Glasson. Sau đó, họ được gặp Colin tại rừng Woodhill cho thử thách tạo 3 kiểu dáng trên cây cầu gỗ trên không. Ngày hôm sau, họ đã có buổi chụp hình tiếp theo hóa thân thành những cô gái thanh lịch trong váy dài, trong khi họ sẽ được treo lơ lửng trên không. Vào buổi đánh giá ngày hôm sau với sự xuất hiện của giám khảo khách mời là Anna Fitzpatrick, Eva có tấm ảnh đẹp nhất còn Estelle là thí sinh đầu tiên phải rời cuộc thi.
- Nhiếp ảnh gia: Rob Trathen
- Khách mời đặc biệt: Anna Ford, Anna Fitzpatrick

### Tập 3: The Girls Get Down And Dirty
Khởi chiếu: 20 tháng 8 năm 2010
13 cô gái còn lại được đưa tới studio Okareka Dance Company cho một buổi học nhảy với vũ công Taane Mete. Quay về ngôi nhà chung, họ đã háo hức khi biết rằng mình sẽ được đi tới Rotorua. Ngày hôm sau, họ được gặp Chris tại một cánh đồng cho thử thách tạo dáng bên trong một quả bóng trong suốt được lăn tròn, Courtenay chiến thắng thử thách và cô chọn Eva để cùng nhận thưởng là một buổi tối thư giãn spa.
Ngày tiếp theo, các cô gái được đưa tới Khu bảo tồn địa nhiệt & Spa bùn Hell's Gate cho buổi chụp hình tiếp theo trong phong cách bộ tộc, trong khi cả người họ được bao phủ bằng bùn. Sau đó, họ quay về Auckland cho buổi đánh giá ngày hôm sau với sự xuất hiện của giám khảo khách mời là Jackie Meiring, Lara có tấm hình đẹp nhất còn Jamie là thí sinh tiếp theo phải rời cuộc thi.
- Nhiếp ảnh gia: Jackie Meiring
- Khách mời đặc biệt: Taane Mete

### Tập 4: The Girls Get Made Up and Over
Khởi chiếu: 27 tháng 8 năm 2010
12 cô gái còn lại đã tổ chức một bữa tiệc sinh nhật cho Lauren tại ngôi nhà chung. Ngày hôm sau, họ được đưa tới tiệm salon Serville để nhận diện mạo mới của mình. Hầu hết cô gái đều hài lòng với diện mạo mới của mình, trong khi Lauren khó chấp nhận diện mạo mới của mình và suýt nữa bị loại vì từ chối còn Courtenay sau đó được Sara đề nghị thay đổi một kiểu tóc khác. Sau đó, họ được đưa tới sảnh yến tiệc The Great Room cho thử thách trình diễn thời trang cho nhà thiết kế Alexandra Owen, trước khi phải giới thiệu bản thân với những người trong giới thời trang trong bữa tiệc cocktail của Pacific Blue Airlines. Kết quả là Lauren chiến thắng thử thách và nhận được 2 tấm vé máy bay từ Pacific Blue Airlines.
Ngày tiếp theo, các cô gái được đưa tới phòng trưng bày Lily & Louis cho buổi chụp hình chân dung với trang sức Lumina và một chú chim. Trong khi buổi chụp hình diễn ra, Elza đã suy sụp tinh thần khi nghe thấy có người đang so sánh cô với Nellie, nhưng sau đó cô đã bình tĩnh lại trước khi chụp hình. Vào buổi đánh giá ngày hôm sau với sự xuất hiện của giám khảo khách mời là Paul Serville, Danielle có tấm ảnh đẹp nhất còn Aafreen là thí sinh tiếp theo phải rời cuộc thi.
- Nhiếp ảnh gia: Fiona Quinn
- Khách mời đặc biệt: Paul Serville, Russ Flatt, Alexandra Owen, Donna Gilray, Cherie Mobberley, Mark Pitt, Louise Pilkington

### Tập 5: The Girls Are Smokin' Hot
Khởi chiếu: 3 tháng 9 năm 2010
Sara đến gặp 11 cô gái còn lại tại ngôi nhà chung để xem ai có gương mặt của người mẫu quảng cáo qua việc chụp 1 tấm hình lấy liền, trước khi vận động viên bóng bầu dục Dan Carter đến ngôi nhà chung để trả lời một số câu hỏi của họ và cùng Sara đánh giá những tấm hình vừa rồi. Kết quả là Eva chiến thắng thử thách và sẽ trở thành gương mặt mới cho nước đóng chai Water For Everyone. Sau đó, Lara được nhận một bưu kiện từ người thân của cô.
Ngày hôm sau, họ được gặp Colin và giám đốc marketing của Herbal Essences Denise Gray để lắng nghe về sản phẩm mới của Herbal Essences, trước khi ra ngoài đường phố cho thử thách giới thiệu sản phẩm đó cho những người xung quanh. Kết quả là Holly chiến thắng thử thách và sẽ được xuất hiện trên chiến dịch quảng cáo cho Herbal Essences trên tạp chí Cleo. Ngày tiếp theo, Danielle đã suy sụp khi biết tin bạn của cô qua đời vì tai nạn xe hơi. Sau đó, các cô gái được đưa tới White Studios cho buổi chụp hình tiếp theo cho tổ chức Smoking Not Our Future, khi họ sẽ được phỏng vấn từ Dave Gibson về vấn đề hút thuốc lá trước khi chụp hình thể hiện cảm xúc về quan điểm đó. Vào buổi đánh giá ngày hôm sau với sự xuất hiện của giám khảo khách mời là Kate Sylvester, Michaela có tấm ảnh đẹp nhất còn Amelia là thí sinh tiếp theo phải rời cuộc thi.
- Nhiếp ảnh gia: Duncan Cole
- Khách mời đặc biệt: Dan Carter, Denise Gray, Claudia Rodrigues, Dave Gibson, Neil Pardington, Kate Sylvester

### Tập 6: The Girls Are Fit As A Fiddle
Khởi chiếu: 10 tháng 9 năm 2010
Sara và huấn luyện viên cá nhân Brad Werner đến gặp 10 cô gái còn lại tại ngôi nhà chung để đo Chỉ số khối cơ thể của họ và được tìm hiểu về chế độ ăn uống lành mạnh qua những món đồ trong tủ lạnh, trước khi có một buổi tập thể dục với Brad và đã háo hức khi một số thiết bị thể dục được đưa tới ngôi nhà chung. Ngày hôm sau, họ được gặp Colin và giám đốc cấp cao của CoverGirl Cherie Mobberley tại tòa nhà Ironbank cho thử thách trang điểm trong 5 phút, khi họ sẽ phải tự bắt cặp với nhau và một người sẽ phải trang điểm cho người kia. Kết quả là Holly chiến thắng thử thách và nhận được một năm sử dụng mỹ phẩm của CoverGirl.
Ngày tiếp theo, các cô gái được đưa tới một tòa nhà bỏ hoang cho buổi chụp hình tiếp theo trong phong cách thời trang cao cấp theo cặp. Vào buổi đánh giá ngày hôm sau với sự xuất hiện của giám khảo khách mời là Shelley Ferguson, Courtenay có tấm ảnh đẹp nhất còn Eva & Lauren rơi vào cuối bảng, nhưng Sara đã gây bất ngờ khi thông báo cả 2 đều phải rời cuộc thi.
- Nhiếp ảnh gia: Tony Drayton
- Khách mời đặc biệt: Brad Werner, Cherie Mobberley, Shelley Ferguson

### Tập 7: The Girls Act Out
Khởi chiếu: 17 tháng 9 năm 2010
8 cô gái còn lại đã tổ chức một bữa tiệc sinh nhật cho Elza & Nellie tại ngôi nhà chung. Ngày hôm sau, họ được đưa tới một trường đại học cho một buổi học catwalk từ Colin. Ngày tiếp theo, họ được gặp Colin cùng với người mẫu Ella Drake tại Bảo tàng MOTAT cho thử thách trả lời các câu hỏi liên quan đến ngành thời trang và kết thúc bằng việc Ella sẽ trả lời một số câu hỏi của họ. Kết quả là Elza chiến thắng thử thách và nhận được một chiếc túi xách từ Città Design cùng với một đôi dép từ Havaianas. Quay về ngôi nhà chung, Danielle phải băng bó bàn tay sau khi cô đấm vào lỗ trên tường nhà nhiều lần.
Ngày hôm sau, các cô gái đã có buổi chụp hình tiếp theo cho dầu gội đầu Herbal Essences, khi họ phải thể hiện một cảm xúc thái quá nhất định dựa trên một sản phẩm của Herbal Essences. Vào buổi đánh giá ngày kế tiếp với sự xuất hiện của giám khảo khách mời là Ella Drake, Dakota có tấm ảnh đẹp nhất còn Holly là thí sinh tiếp theo phải rời cuộc thi.
- Nhiếp ảnh gia: Russ Flatt
- Khách mời đặc biệt: Ella Drake, Denise Gray, Claudia Rodrigues

### Tập 8: The Girls Drive Each Other Mad
Khởi chiếu: 24 tháng 9 năm 2010
7 cô gái còn lại được đưa tới nhà thờ St Matthew's cho một buổi trình diễn thời trang cho đồ lót Lonely Hearts. Sau đó, họ đã có thử thách quay video âm nhạc Madness and Other Allergies cho nhóm nhạc Opshop, khi các cô gái sẽ được học vũ đạo trước khi phải nhảy trước gió. Kết quả là Danielle, Elza & Lara thể hiện tốt nhất nên sẽ được quay cảnh tiếp theo của video âm nhạc, nhưng sau đó thì Nellie cũng đồng ý quay thêm sau khi Ivan muốn cô tham gia chung với Elza. Như vậy, Danielle, Elza, Lara & Nellie sẽ được đưa tới hồ bơi West Wave để tiếp tục buổi quay ở dưới nước xuyên đêm.
Ngày hôm sau, họ được gặp Sara & Colin tại đường ray trạm tàu The Strand để thông báo rằng Lara đã thể hiện tốt nhất tất cả trong buổi quay video âm nhạc và sẽ nhận được một chiếc váy không tay từ Cybèle. Sau đó, họ đã có buổi chụp hình tiếp theo hóa thân thành những cô gái phụ tá của James Bond, khi họ sẽ bước đi trước chiếc xe Ford Fiesta trong tiếng nổ lớn. Trong khi buổi chụp hình diễn ra, Elza đã kiệt sức sau khi làm việc xuyên đêm và phải lên xe cứu thương, nhưng sau đó cô đã hồi phục lại trước khi chụp hình. Vào buổi đánh giá ngày tiếp theo với sự xuất hiện của giám khảo khách mời là Steve Ferguson, Sara thông báo rằng những ai vượt qua được buổi loại trừ này sẽ được bay đến Phuket. Kết quả là Danielle có tấm ảnh đẹp nhất còn Nellie là thí sinh tiếp theo phải rời cuộc thi.
- Nhiếp ảnh gia: Chris Sisarich
- Khách mời đặc biệt: Steve Ferguson, Helene Morris, Ivan Slavov, Jason Kerrison

### Tập 9: The Girls Get A Second Look
Khởi chiếu: 1 tháng 10 năm 2010
Đây là tập ghi lại khoảnh khắc từ đầu cuộc thi.

### Tập 10: The Girls Are Same-Same But Different
Khởi chiếu: 8 tháng 10 năm 2010
6 cô gái còn lại được bay tới Phuket và sau đó được di chuyển tới khu nghỉ dưỡng Indigo Pearl để ở trong thời gian tới. Ngày hôm sau, họ đã có một buổi tập Muay Thái với một tay đấm bốc địa phương. Sau đó, họ đã có một ngày thư giãn tham quan nông trại Pearl Of Phuket và Công viên giải trí FantaSea, trước khi có một bữa tối trong nhà hàng và Sara đến gặp họ để hỏi ai sẽ rơi vào cuối bảng lần này với hầu hết đều cho rằng Dakota sẽ rơi vào cuối bảng.
Ngày tiếp theo, các cô gái đã có trải nghiệm cưỡi voi tại Island Safari. Sau đó, họ được đưa tới Trung tâm mua sắm Wang Talang để mua 5m vải lụa trong 5 phút, trước khi quay về khu nghỉ dưỡng cho thử thách thiết kế một bộ trang phục lấy cảm hứng từ trải nghiệm của họ tới giờ tại Phuket trong 30 phút và phải trình diễn thời trang trong trang phục đó trước ban giám khảo. Kết quả là Lara chiến thắng thử thách và sẽ được thêm 20 lần bấm máy trong buổi chụp hình sắp tới. Ngày hôm sau, họ được đưa tới một bãi biển cho buổi chụp hình tiếp theo trong áo tắm, trong khi tạo dáng cùng với một chú voi. Sau đó, họ được vui chơi ở bãi biển và có buổi tối thư giãn mátxa chân. Vào buổi đánh giá ngày kế tiếp với sự xuất hiện của giám khảo khách mời là Tony Drayton, Danielle có tấm ảnh đẹp nhất còn Lara là thí sinh tiếp theo phải rời cuộc thi.
- Nhiếp ảnh gia: Tony Drayton

### Tập 11: The Girls Fade Into The Background
Khởi chiếu: 15 tháng 10 năm 2010
5 cô gái còn lại quay về Auckland. Ngày hôm sau, người mẫu Ngahuia Williams và quán quân mùa trước Christobelle Grierson-Ryrie đến gặp họ tãi ngôi nhà chung cho một buổi học chăm sóc da. Ngày tiếp theo, họ gặp Colin và vị khách bí ẩn với họ là Ursula Hufnagl từ Chic Model Management cho thử thách thiết kế một tổ chức từ thiện của riêng họ, khi các cô gái sẽ có 1 giờ để nghĩ về tên tổ chức, lên ý tưởng và khẩu hiệu trước khi phải quay quảng cáo giới thiệu trong 15 giây. Kết quả là Elza chiến thắng thử thách với Dakota làm tốt thứ nhì nên cả 2 sẽ được một bữa tối tại nhà hàng Clooney từ Nivea, trước khi Christobelle đến để tặng Elza một phần thưởng nữa là $500 tiền mặt.
Ngày hôm sau, họ được đưa tới khu vườn Eden Garden cho buổi chụp hình tiếp theo hóa thân thành những sinh vật kì diệu, trong khi cả cơ thể họ sẽ được sơn lên người. Vào buổi đánh giá ngày kế tiếp với sự xuất hiện của giám khảo khách mời là Ursula Hufnagl, Courtenay có tấm ảnh đẹp nhất còn Dakota là thí sinh tiếp theo phải rời cuộc thi.
- Nhiếp ảnh gia: David Shields
- Khách mời đặc biệt: Ngahuia Williams, Christobelle Grierson-Ryrie, Ursula Hufnagl, Yolanda Bartram

### Tập 12: The Girls Shop Till They Drop
Khởi chiếu: 22 tháng 10 năm 2010
4 cô gái còn lại được gặp Colin cho thử thách casting tại 5 nơi: World Brand, Nom*D, Twenty-seven Names, Sable & Minx và stylist Atip Wananuruks. Họ sẽ được đánh giá bằng cách nhà thiết kế sẽ chọn họ để trình diễn thời trang hay chụp hình quảng cáo, ngoài ra sẽ có một người mẫu nam từ 62 Models hộ tống họ trong 4 giờ và phải tới cửa hàng The Department trước khi hết giờ. Kết quả là Courtenay là người duy nhất quay về muộn còn Danielle chiến thắng thử thách nên sẽ trở thành đại sứ trong nước cho Ford Fiesta và được sở hữu một chiếc Ford Fiesta trong 12 tháng.
| Thí sinh  | Buổi casting | Buổi casting | Buổi casting | Buổi casting | Buổi casting       | Buổi casting       | Buổi casting | Buổi casting | Buổi casting    | Buổi casting    | Buổi casting |
| Thí sinh  | World Brand  | World Brand  | Nom*D        | Nom*D        | Twenty-seven Names | Twenty-seven Names | Sable & Minx | Sable & Minx | Atip Wananuruks | Atip Wananuruks | Tổng         |
| Thí sinh  | Catwalk      | Ảnh          | Catwalk      | Ảnh          | Catwalk            | Ảnh                | Catwalk      | Ảnh          | Catwalk         | Ảnh             | Tổng         |
| --------- | ------------ | ------------ | ------------ | ------------ | ------------------ | ------------------ | ------------ | ------------ | --------------- | --------------- | ------------ |
| Courtenay |              |              |              |              |                    |                    |              |              |                 |                 | 0            |
| Danielle  |              |              |              |              |                    |                    |              |              |                 |                 | 9            |
| Elza      |              |              |              |              |                    |                    |              |              |                 |                 | 4            |
| Michaela  |              |              |              |              |                    |                    |              |              |                 |                 | 6            |

Ngày hôm sau, họ được đưa tới cửa hàng thời trang Glasson cho buổi chụp hình tiếp theo trong phong cách vui nhộn, nữ tính và đầy kịch tính. Vào buổi đánh giá ngày tiếp theo với sự xuất hiện của giám khảo khách mời là Francis Hooper, Michaela có tấm ảnh đẹp nhất còn Courtenay là thí sinh tiếp theo phải rời cuộc thi.
- Nhiếp ảnh gia: Craig Owen
- Khách mời đặc biệt: Francis Hooper, Pebbles Hooper, Karen Iberditzen-Waller, Margarita Robertson, Anjali Stewart, Rachel Easting, Theresa Brady, Atip Wananuruks, CJ Bruton, Paul Henare, Guy Coombes, Chris Masterton, Di Humphries

### Tập 13: The Girl Who Is New Zealand's Next Top Model
Khởi chiếu: 29 tháng 10 năm 2010
3 cô gái còn lại được nhận 3 tờ kịch bản của CoverGirl để ghi nhớ. Sau đó, họ đã có một buổi quay quảng cáo cho CoverGirl Clean Liquid Foundation, khi họ phải truyền đạt lời thoại và phải tự thêm một lời thoại của cá nhân họ. Ngay sau đó, họ đã có buổi chụp hình cuối cùng là ảnh chân dung cho CoverGirl Smoky Shadow Blast. Vào buổi đánh giá ngày hôm sau với sự xuất hiện của giám khảo khách mời là Denise L'estrange-Corbet, Michaela là thí sinh đầu tiên được đi tiếp, Danielle là thí sinh thứ hai còn Elza là thí sinh cuối cùng phải rời cuộc thi.
Danielle & Michaela sau đó được bay tới Wellington cho thử thách cuối cùng của cuộc thi. Sau khi tới nơi, họ được đưa tới đấu trường TSB Bank Arena cho một buổi thử đồ và diễn tập với Malia Johnston & Heather Palmer, trước khi có buổi trình diễn thời trang cuối cùng trong những trang phục avant garde của cuộc thi World of Wearable Art. Vào buổi đánh giá cuối cùng, Danielle trở thành quán quân thứ hai của New Zealand's Next Top Model.
- Nhiếp ảnh gia: Fiona Quinn
- Khách mời đặc biệt: Cherie Mobberley, Tony Drayton, Denise L'estrange-Corbet, Malia Johnston, Heather Palmer

## Thứ tự gọi tên
| 1  | Danielle  | Eva       | Lara      | Danielle  | Michaela  | Courtenay  | Dakota    | Danielle  | Danielle  | Courtenay | Michaela  | Michaela | Danielle |  |  |
| 2  | Aafreen   | Michaela  | Michaela  | Nellie    | Lauren    | Lara       | Michaela  | Courtenay | Courtenay | Michaela  | Danielle  | Danielle | Michaela |  |  |
| 3  | Lara      | Danielle  | Elza      | Elza      | Elza      | Dakota     | Courtenay | Elza      | Elza      | Danielle  | Elza      | Elza     |          |  |  |
| 4  | Jamie     | Elza      | Danielle  | Lauren    | Danielle  | Michaela   | Danielle  | Lara      | Michaela  | Elza      | Courtenay |          |          |  |  |
| 5  | Courtenay | Courtenay | Courtenay | Eva       | Lara      | Elza       | Elza      | Michaela  | Dakota    | Dakota    |           |          |          |  |  |
| 6  | Michaela  | Dakota    | Aafreen   | Courtenay | Eva       | Nellie     | Nellie    | Dakota    | Lara      |           |           |          |          |  |  |
| 7  | Nellie    | Lara      | Nellie    | Dakota    | Courtenay | Danielle   | Lara      | Nellie    |           |           |           |          |          |  |  |
| 8  | Lauren    | Lauren    | Lauren    | Michaela  | Holly     | Holly      | Holly     |           |           |           |           |          |          |  |  |
| 9  | Eva       | Aafreen   | Holly     | Amelia    | Dakota    | Eva Lauren |           |           |           |           |           |          |          |  |  |
| 10 | Elza      | Nellie    | Eva       | Lara      | Nellie    | Eva Lauren |           |           |           |           |           |          |          |  |  |
| 11 | Estelle   | Holly     | Amelia    | Holly     | Amelia    |            |           |           |           |           |           |          |          |  |  |
| 12 | Dakota    | Amelia    | Dakota    | Aafreen   |           |            |           |           |           |           |           |          |          |  |  |
| 13 | Amelia    | Jamie     | Jamie     |           |           |            |           |           |           |           |           |          |          |  |  |
| 14 | Holly     | Estelle   |           |           |           |            |           |           |           |           |           |          |          |  |  |

     Thí sinh bị loại
     Thí sinh chiến thắng cuộc thi
- Tập 1 là tập casting. từ 33 thí sinh bán kết được xuống thành 13 thí sinh chung cuộc. Vào phút cuối, Sara quyết định chọn thêm Holly là thí sinh thứ 14 của chương trình.
- Trong tập 6, Eva & Lauren đều bị loại khi rơi vào cuối bảng.
- Tập 9 là tập ghi lại khoảnh khắc từ đầu cuộc thi.

### Buổi chụp hình
- Tập 1: Diễn viên Hollywood cổ điển (casting)
- Tập 2: Nàng tiên bay trên không
- Tập 3: Ảnh bộ tộc ở hồ bùn nóng
- Tập 4: Ảnh chân dung với trang sức và vẹt
- Tập 5: Ảnh trắng đen quảng cáo cho Smoking Not Our Future
- Tập 6: Thời trang táo bạo theo cặp trước Graffiti
- Tập 7: Những cảm xúc làm quá cho Herbal Essences
- Tập 8: Những cô gái phụ tá của James Bond trước chiếc xe Ford Fiesta đang cháy
- Tập 10: Áo tắm với voi ở bãi biển Phuket
- Tập 11: Quái vật đột biến trong rừng
- Tập 12: Ảnh quảng cáo cho Glassons
- Tập 13: Quảng cáo cho CoverGirl Clean Liquid Foundation và ảnh quảng cáo cho CoverGirl Smoky Shadow Blast

### Diện mạo mới
- Amelia: Cắt ngắn 1 khúc và cắt tầng
- Aafreen: Cắt ngắn tới vai, cắt tầng và thêm highlight
- Courtenay: Tóc tém kiểu Twiggy
- Dakota: Tóc thẳng đều tới vai và nhuộm đen
- Danielle: Nhuộm vàng ở phần dưới
- Elza: Tóc thẳng, cắt tầng và thêm mái ngố
- Eva: Nhuộm màu tối hơn
- Holly: Cắt đều, thêm mái và nhuộm màu vàng tối
- Lauren: Tóc bob màu nâu tối
- Lara: Cắt ngắn tới vai và nhuộm màu vàng dâu sáng
- Michaela: Tóc thẳng màu nâu tối
- Nellie: Tóc thẳng, cắt tầng và thêm mái ngố